# Quenton Nelson
Quenton Emerson Nelson (Holmdel, 19 marzo 1996) è un giocatore di football americano statunitense che milita nel ruolo di guard per gli Indianapolis Colts della National Football League (NFL). Fu scelto come sesto assoluto nel Draft NFL 2018 dai Colts. Al college ha giocato a football per Notre Dame.

## Carriera universitaria
Nelson frequento l'Università di Notre Dame e giocò a football con i Notre Dame Fighting Irish dal 2015 al 2017. Divenuto titolare nel 2016, nell'ultima stagione venne premiato unanimemente come All-American.

## Carriera professionistica
Il 26 aprile 2018 Nelson fu scelto come sesto assoluto nel Draft NFL 2018 dagli Indianapolis Colts, il primo offensive lineman chiamato. Debuttò come professionista partendo come titolare nella gara del primo turno persa contro i Cincinnati Bengals. Alla fine di ottobre fu premiato come miglior giocatore offensivo del mese in cui la linea offensiva dei Colts concesse complessivamente un solo sack agli avversari e permise ai suoi giocatori di correre 653 yard. Terminò la sua stagione da rookie con sedici presenze da titolare; fu convocato per il suo primo Pro Bowl,, fu inserito nella prima formazione ideale All-Pro dell'Associated Press e nel PFWA All-Rookie Team per il 2018. La linea offensiva dei Colts si dimostrò tra la più solide della lega, concedendo solamente 18 sack agli avversari e permettendo al running back Marlon Mack di far registrare 908 yard corse e nove touchdown. I Colts terminarono la stagione regolare con un record di 10–6, aggiudicandosi il secondo posto nella division e la prima partecipazione ai play-off dal 2014.

## Palmarès
- Convocazioni al Pro Bowl: 7

2018, 2019, 2020, 2021, 2022, 2023, 2024
- First-team All-Pro: 3

2018, 2019, 2020
- Second-team All-Pro: 2

2021, 2024
- Rookie offensivo del mese:

ottobre 2018
- PFWA All-Rookie Team - 2018